# Antoni Milambo
Antoni-Djibu Milambo (Rotterdam, 3 aprile 2005) è un calciatore olandese, centrocampista del Brentford.

## Carriera

### Club
Milambo è cresciuto nel settore giovanile del Feyenoord con cui ha firmato il suo primo contratto professionistico nell'ottobre del 2020. Ha debuttato in prima squadra il 2 aprile 2023 nell'incontro di Eredivisie vinto 3-1 contro lo Sparta Rotterdam, diventando il più giovane esordiente nella storia del club, record precedentemente detenuto da Georginio Wijnaldum.
Il 3 luglio 2025 viene ufficializzato il suo ingaggio da parte del Brentford.

### Nazionale
Ha giocato nelle nazionali giovanili olandesi Under-15, Under-17, Under-18, Under-19 e attualmente gioca nella nazionale Under-21.

## Statistiche

### Presenze e reti nei club
Statistiche aggiornate all'11 dicembre 2024.’’
| Stagione        | Squadra         | Campionato      | Campionato | Campionato | Coppe nazionali | Coppe nazionali | Coppe nazionali | Coppe continentali | Coppe continentali | Coppe continentali | Altre coppe | Altre coppe | Altre coppe | Totale | Totale | Totale |
| Stagione        | Squadra         | Comp            | Pres       | Reti       | Comp            | Pres            | Reti            | Comp               | Pres               | Reti               | Comp        | Pres        | Reti        | Pres   | Reti   |        |
| --------------- | --------------- | --------------- | ---------- | ---------- | --------------- | --------------- | --------------- | ------------------ | ------------------ | ------------------ | ----------- | ----------- | ----------- | ------ | ------ | ------ |
| 2022-2023       | Feyenoord       | ED              | 3          | 0          | CO              | 0               | 0               | UEL                | 0                  | 0                  |             | -           | -           | 3      | 0      |        |
| 2023-2024       | Feyenoord       | ED              | 8          | 1          | CO              | 2               | 0               | UCL+UEL            | 2+1                | 0+0                | SO          | 0           | 0           | 13     | 1      |        |
| 2024-2025       | Feyenoord       | ED              | 14         | 2          | CO              | 1               | 0               | UCL                | 5                  | 3                  | SO          | 1           | 1           | 21     | 8      |        |
| Totale carriera | Totale carriera | Totale carriera | 25         | 3          |                 | 3               | 0               |                    | 8                  | 3                  |             | 1           | 1           | 37     | 9      |        |

## Palmarès

### Club

#### Competizioni nazionali
- Campionato olandese: 1

Feyenoord: 2022-2023
- Coppa dei Paesi Bassi: 1

Feyenoord: 2023-2024
- Supercoppa dei Paesi Bassi: 1

Feyenoord: 2024